# Стожок Федір Данилович
Федір Данилович Стожок (* бл. 1662 — †9 травня 1732) — державний діяч Гетьманщини у першої третини 18 століття, сотник Кролевецької сотні (у 1703 — наказний, 1709—1712), сотник Батуринської сотні (1713—1732), засновник козацько-старшинського роду Стожків на Чернігівщині, Значний військовий товариш.

## Життєпис
Федір Стожок народився близько 1662 року в родині козака Данила Стожка. Як значний військовий товариш в 1690-х роках обіймав посаду хорунжий (?-1694-?) Кролевецької сотні. Проявив себе в ході військової служби у походах під Кизикермен та Тавань в 1695 році, а також у рогулевському, псковському та бибівському походах під час двох Азовських походів 1695—1696 років. Також перебував у Кам'яному Затоні та в так званому «погоні за Петриком» — гетьманом Ханської України, який намагався проголосити незалежність козацької України. В 1703 році, перебуваючи на посаді отамана Кролевецької сотні, Федір Стожок був призначений наказним сотником Кролевецької сотні Ніжинського полку. Під час облоги Батурина Меньшиковим у 1708 році перейшов на бік Петра І. 1708 року Меншиков разом з підполковником Кошелевим з Кролевця направлений у Батурин «для унятия христианского тогда бившего кровопролития». Був «прикован к пушки». У 1709 році був призначений сотником Кролевецької сотні (до 1712 року). Писав 24 травня 1712 року до ГВК про свавільний набір підвод Саксонським полком та брутальну поведінку Сіденченка, призначеного гетьманом Іваном Скоропадським супроводжувати цей полк. У нагороду від Петра І указом від 15 вересня 1713 року був призначений сотником Батуринської сотні, обіймаючи цей уряд до травня 1732 року. Помер 9 травня 1732 року. Із володінь мав один камінь у млині у Батурині.

## Родина
Федір Стожок мав двох синів від першого шлюбу — Климентія та Карпа — та чотирьох дочок (одна від першого і три від другого шлюбу). Родина вела майнові спори.